# サント＝フォワ＝ラ＝グランド
サント＝フォワ＝ラ＝グランド (Sainte-Foy-la-Grande) は、フランス南西部ヌーヴェル＝アキテーヌ地域圏ジロンド県にある、人口2588人のコミューンである。住民は "Foyen" と呼ばれる。

## 歴史
13世紀半ばにトゥールーズ伯アルフォンス・ド・ポワティエの統治拠点のひとつとして建設された。1271年にイングランド王エドワード1世の所領となるが、百年戦争後はフランス領に戻った。16世紀の宗教改革期にはユグノーの拠点となり、1585年にアンリ・ド・ナヴァール（フランス王アンリ4世）によって街の周囲に稜堡などの防御施設が築かれた。これらの施設は1635年には破却され、以後は活発な商業都市として現在に至る。

## 場所・建物
市庁舎のある広場から南北方向に伸びるヴィクトル・ユゴー通りと、東西方向に伸びるレピュブリック通りを主軸とした格子状の町並みは、アキテーヌ地域圏のバスティッドの典型を示している。街路網は保存状態が良く、街路の東端には中世の城壁の遺跡が残されている。建物の多くはここ200年内に再建されたものであるが、中世以来の構成を踏襲しており、15世紀以降のハーフティンバー様式の住宅も見ることができる。

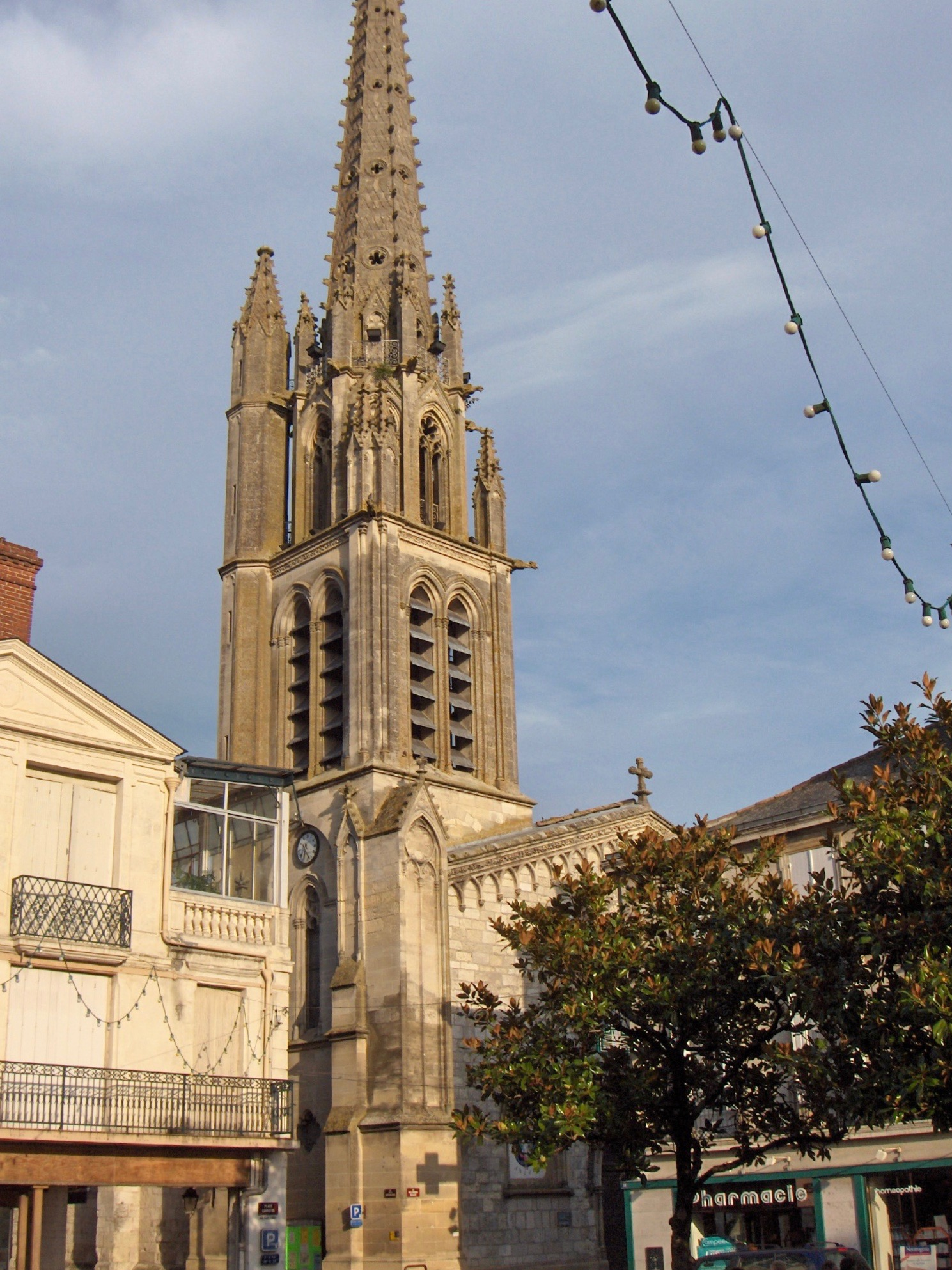
町の教会
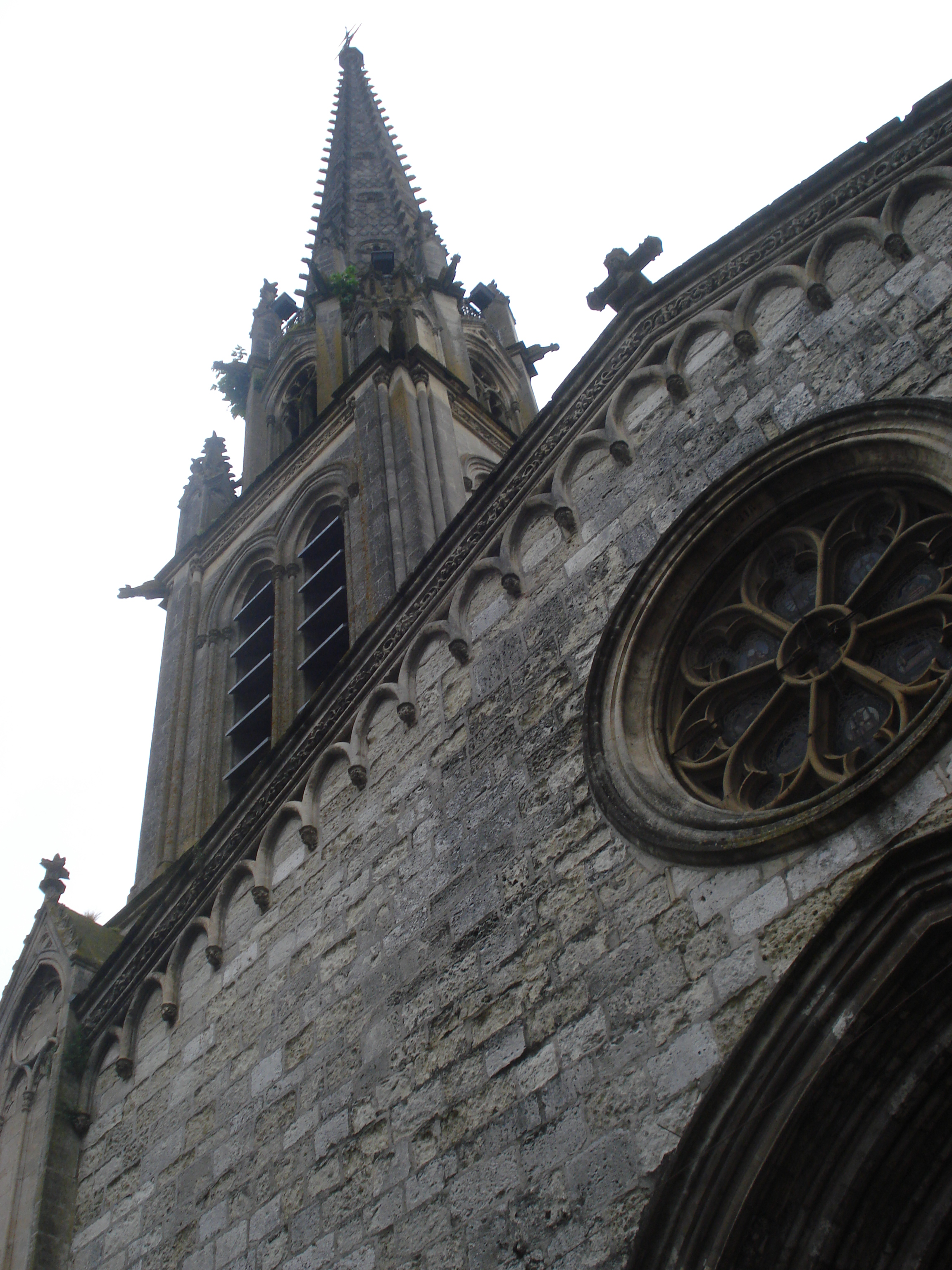
教会のアップ
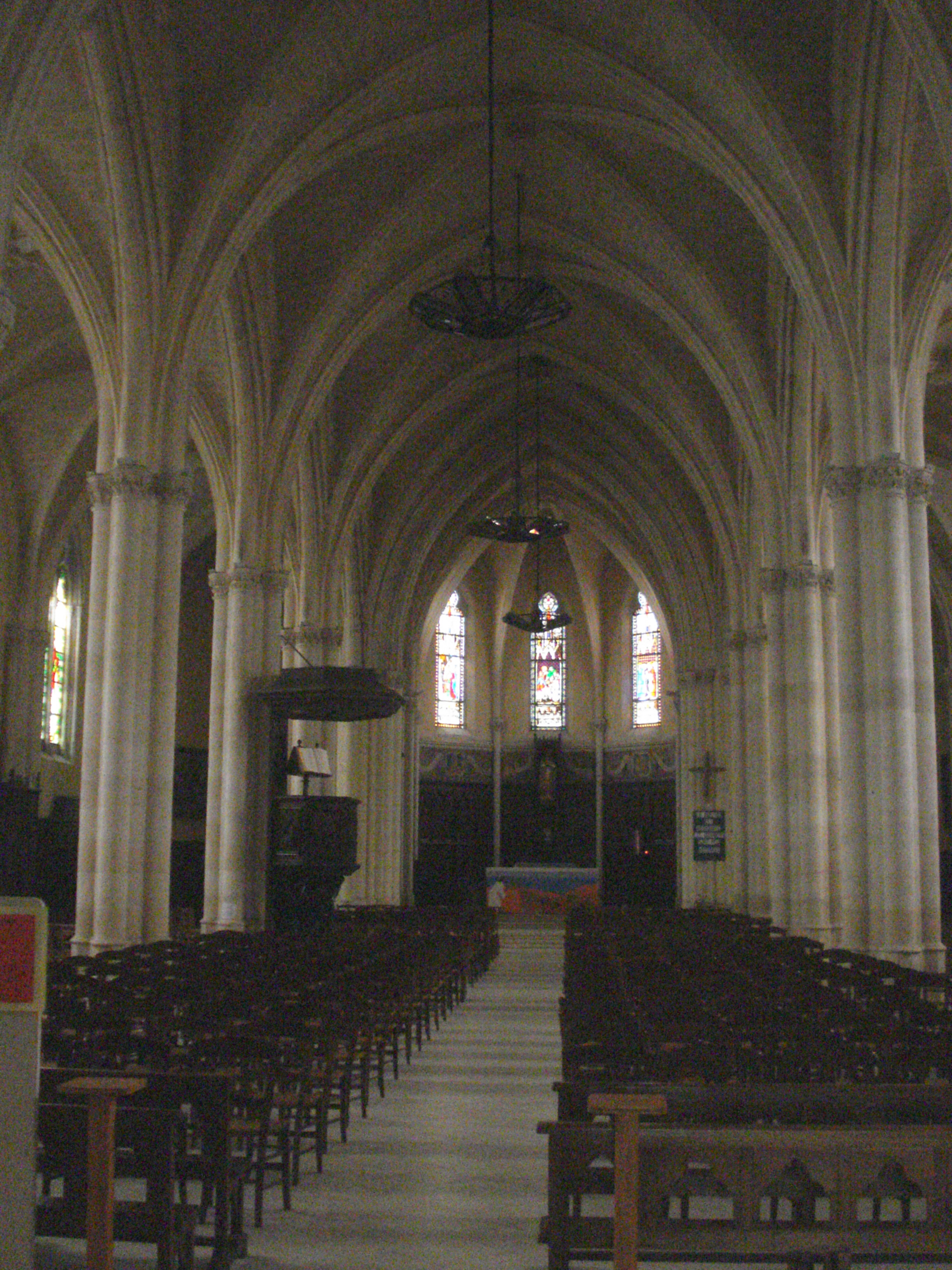
教会の中
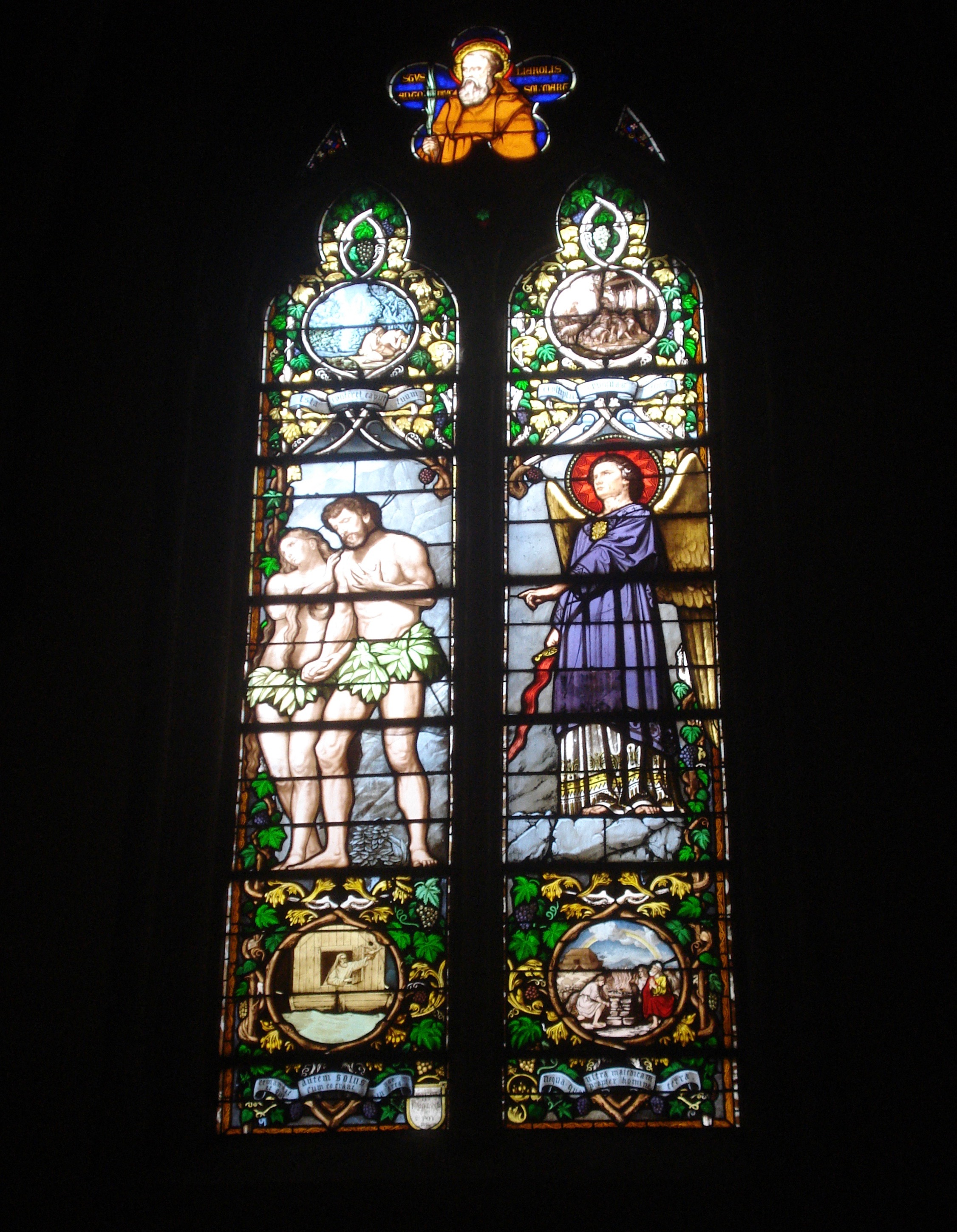
教会のステンドグラス。アダムとイブが楽園を追い出されるところ
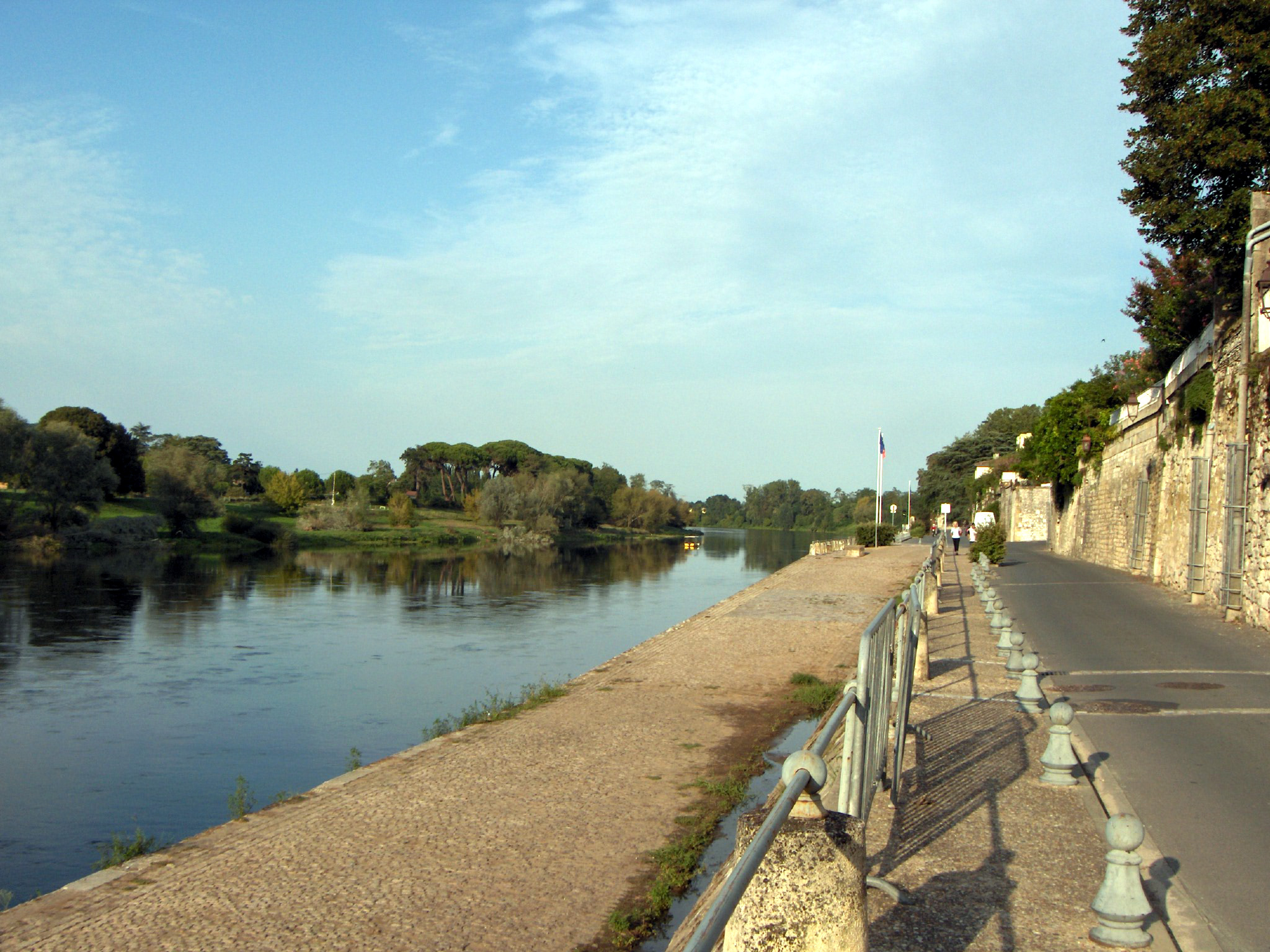
ドルドーニュ川
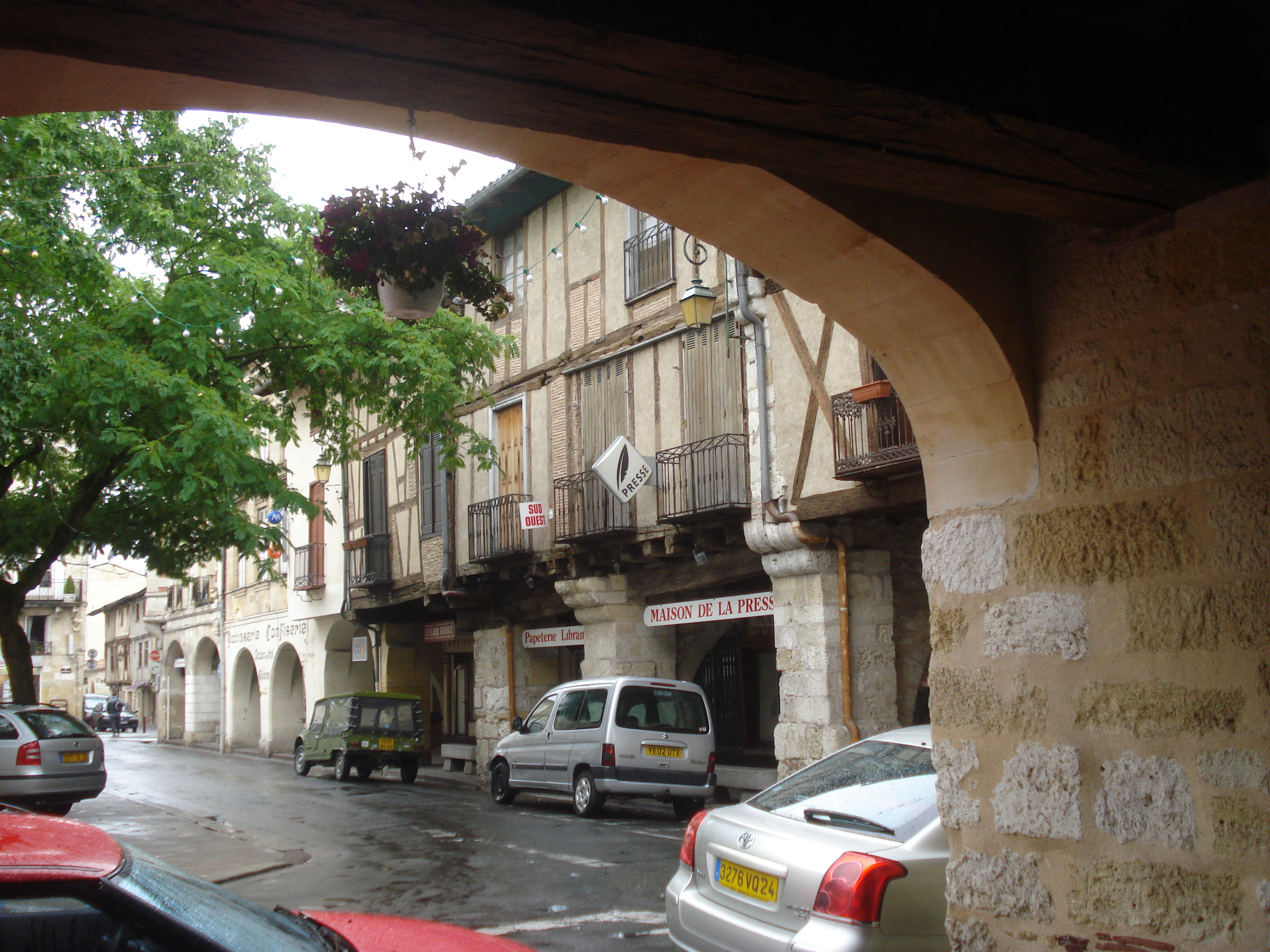
町の中央広場
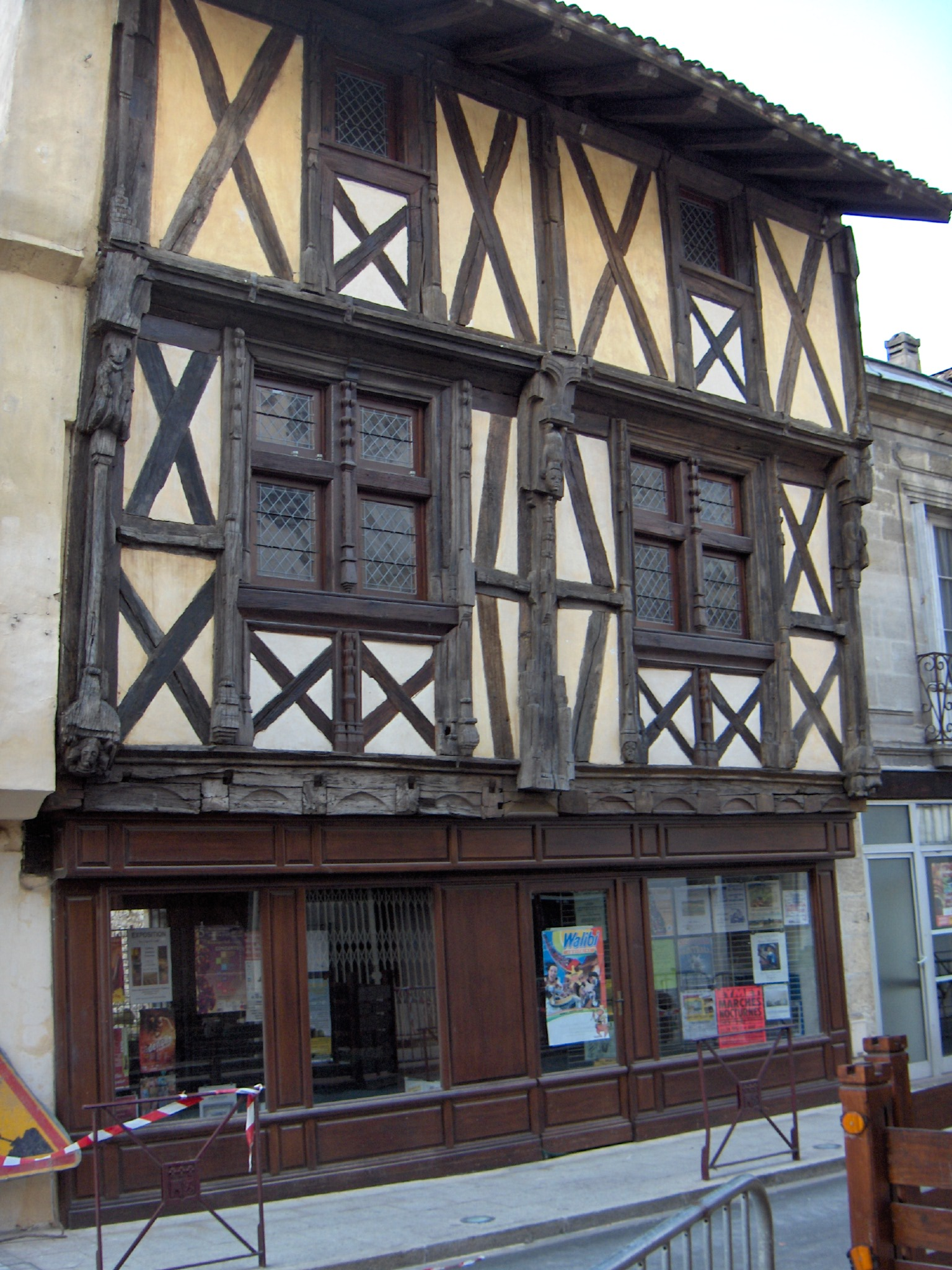
外面真壁づくりの古い家
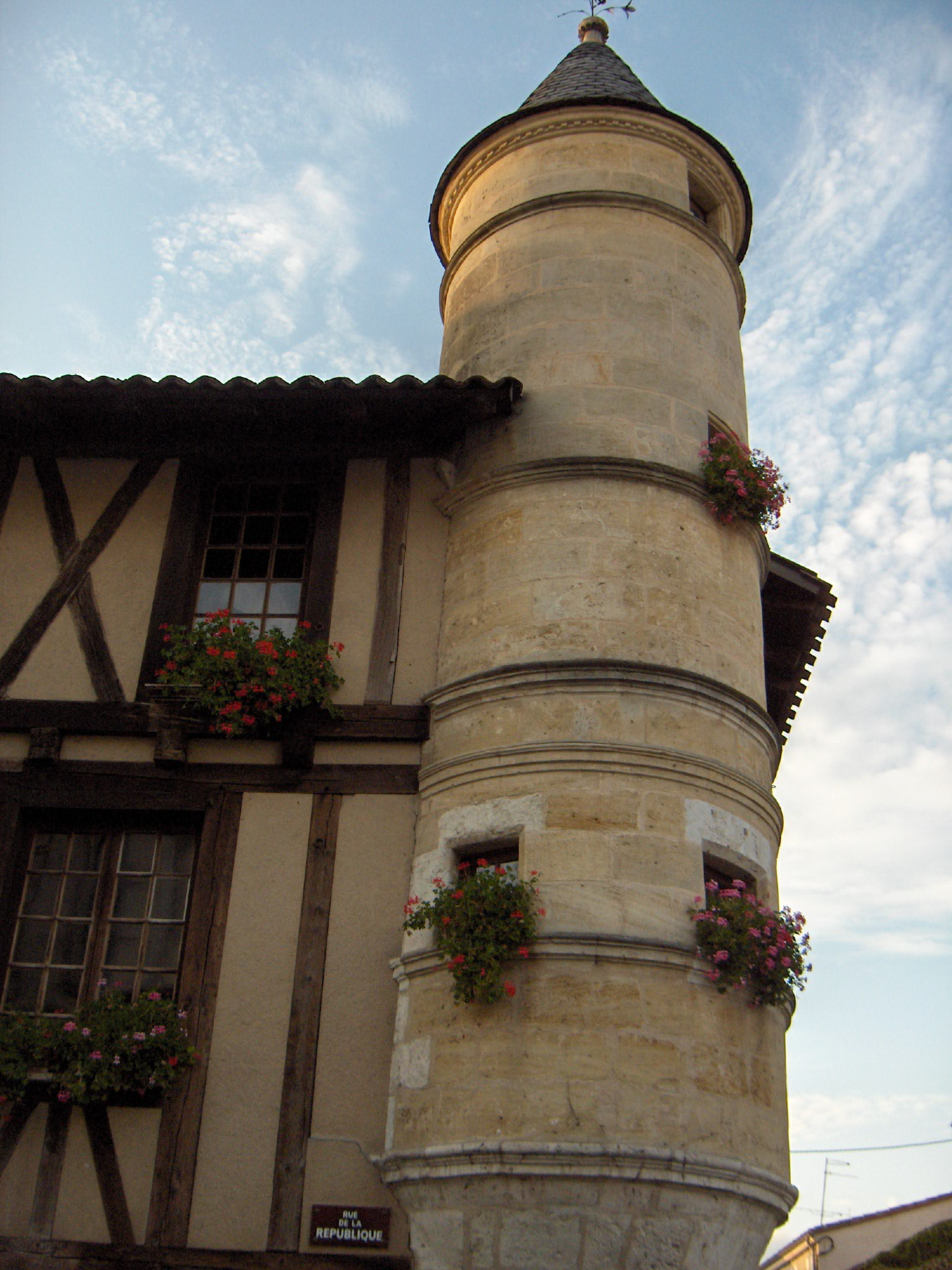
タレット
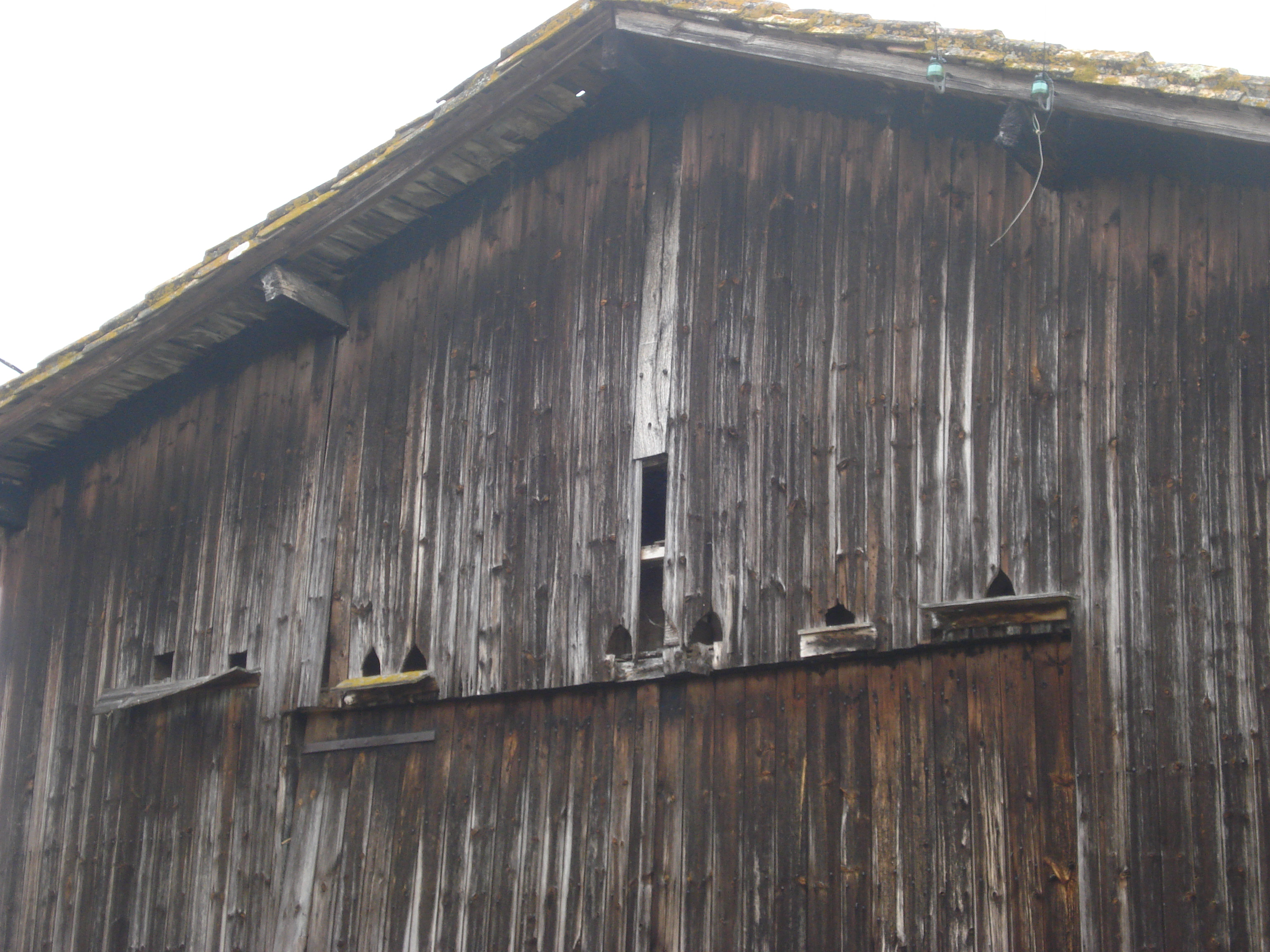
木造のハト小屋。

## 出身人物
- ルイ・ピエール・グラチオレ（1815年 – 1865年） - 解剖学者、動物学者
- ポール・ブローカ（1824年 – 1880年） - 医師、解剖学者、人類学者
- エリゼ・ルクリュ（1830年 – 1905年） - 地理学者